# Abc-boekjes

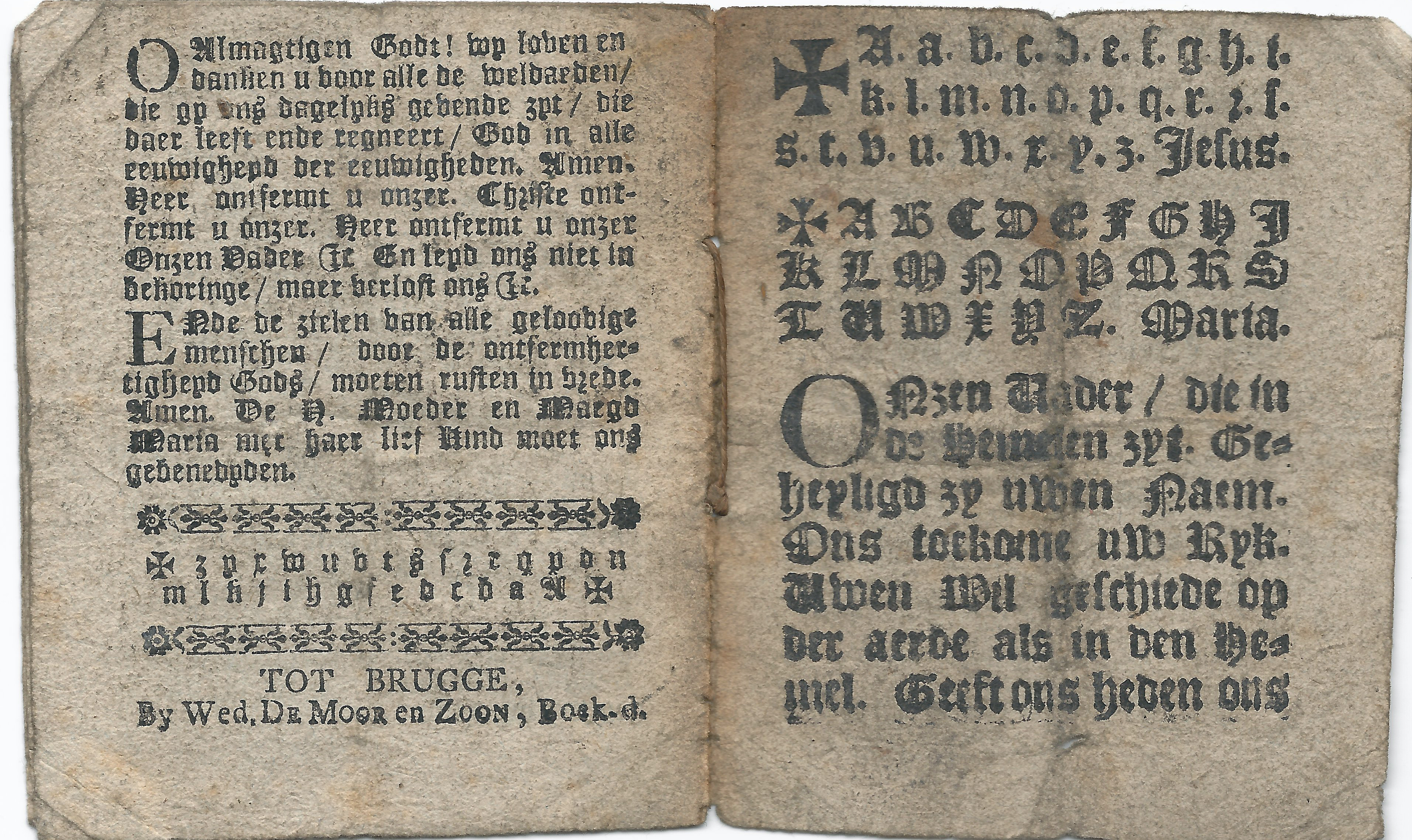
Abc-boekje met het begin van het Onzevader uitgegeven door de weduwe De Moor te Brugge

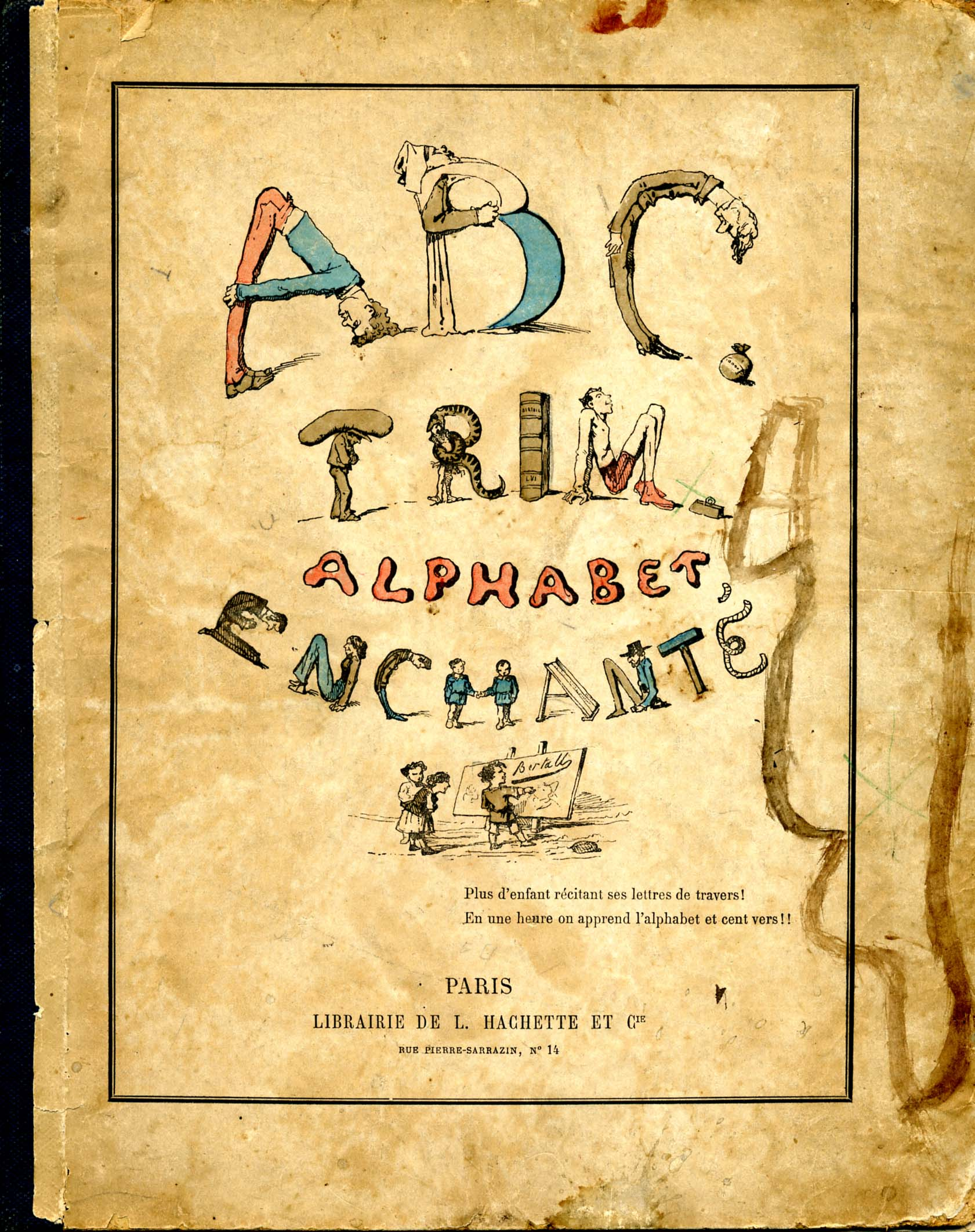
Frans abc-boekje

Abc-boekjes zijn boekjes waarmee vanaf de 17e eeuw aan kinderen het alfabet werd aangeleerd. Deze boekjes werden uitgegeven in de vorm van kleine boekjes, ook wel haneboeken. In Engeland en Amerika bestonden abc-plankjes die vanwege de hoornlaag waarmee ze waren bedekt, hornbooks werden genoemd. Meestal begonnen ze met het alfabet en dan het Onzevader.
De letters van het alfabet in het abc-boekje kunnen op verschillende manier aangeboden worden. Er kunnen hoofdletters, kleine letters of deze twee samen gebruikt worden. Bij de letters kunnen kernwoorden staan die de letter bevatten bijvoorbeeld A van Aap. Ook kan er een afbeelding bij staan die bij de letter of klank hoort.
In Nederland is het boekje van Rie Cramer een icoon: a is een aapje, dat eet uit zijn poot. b is de bakker, die bakt voor ons brood.
Abc-boekjes worden niet meer in het onderwijs gebruikt. De letternamen staan in de abc-boekjes namelijk centraal en niet de klanken van de letters. Er worden wel nieuwe, literaire vormen van de boekjes geschreven, onder andere door Max Velthuijs of Christopher Logue.